# Busto di Bellona
Il Busto di Bellona (Buste de Bellone) è una scultura policroma realizzata in materiali diversi dall'artista francese Jean-Léon Gérôme. Ne esistono varie versioni, realizzate in materiali diversi tra il 1892 circa e il 1899 circa.

## Storia
(Emporium, 1904, p. 166)
Jean-Léon Gérôme realizzò varie sculture nella seconda metà del diciannovesimo secolo, inclusa una a grandezza naturale che ritrae la dea Bellona, della quale esistono varie riduzioni sotto forma di busto. Una primissima versione dell'opera, infatti, risale al 1872.
Un gesso preparatorio dell'opera venne realizzato nel 1892. Al Salone di quell'anno l'opera venne criticata per la bocca aperta che ricordava "le gengive e i denti con le mascelle sollevate delle vetrine del dentista". Una versione in bronzo del busto di Bellona venne realizzata nel 1899 circa.
Dal 15 giugno al 12 settembre del 2010, l'opera venne inviata negli Stati Uniti per essere esposta al museo Getty di Los Angeles. In seguito venne esposta al museo d'Orsay di Parigi dal 18 ottobre del 2010 al 23 gennaio del 2011.

## Descrizione

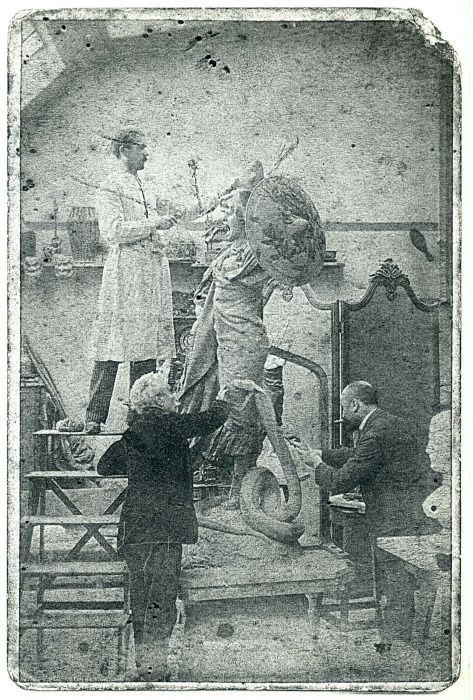
Gérôme nel 1891-1892 circa mentre scolpisce la versione a figura intera nel suo studio, situato al numero 6 di rue de Bruxelles, a Parigi.

La statua ritrae Bellona, una dea della guerra della mitologia romana. Si tratta di una divinità la cui origine è incerta, che talvolta viene considerata la moglie o la sorella di Marte. La guerriera indossa un elmo e una corazza (simile all'egida di Minerva) e spalanca la bocca, emettendo un urlo.
Il busto è composto da materiali diversi. In effetti, si nota la presenza del bronzo, del bronzo dorato, del gesso dipinto, del legno policromo, della porcellana e del vetro. La versione enea conservata al museo Georges Garret di Vesoul è alta 87 centimetri, larga 47 e la profondità è di 30 centimetri.
Nella galleria d'arte di Hamilton, nella provincia canadese dell'Ontario, si conserva una statua policroma a figura intera su questo soggetto, che ritrae la dea mentre alza una spada con la mano destra e impugna uno scudo con la sinistra. A fare eco al suo grido di battaglia è un cobra situato ai suoi piedi che spalanca le fauci minacciosamente. Il braccio sinistro e la testa sono frutto di un restauro.